# SQL/CLI
SQL/CLI (Call Level Interface — интерфейс уровня вызовов) — расширение языка SQL, определённое в стандарте SQL:2003 (ISO/IEC 9075-3:2003), описывает, как именно программа должна отправлять SQL-запросы к системе управления базами данных (СУБД) и как именно возвращённый набор записей должен быть последовательно обработан приложением. Поскольку интерфейс был разработан в начале 1990-х годов, API был определён лишь для языков программирования Си и Кобол.
Интерфейс является лишь частью того, что The Open Group обозначает как «общая среда приложения» (англ. Common Application Environment), разработанная как общий стандарт разработки открытых приложений, то есть приложения от различных разработчиков и поставщиков смогут взаимодействовать друг с другом наиболее эффективным способом. SQL/CLI описывает международный стандарт CLI независимого от реализации для доступа к базам данных с поддержкой SQL. Клиент-серверные инструменты смогут легко подключаться к базам данных с использованием динамически подключаемых библиотек (DLL). Также поддерживается и большой набор клиент-серверных инструментов.
Наибольшее распространение стандарт CLI получил как основа спецификации интерфейса ODBC (Open Database Connectivity), широко используемого для обеспечения прозрачного доступа приложениям к СУБД различных поставщиков. Текущая версия API, ODBC 3.52, включает в себя возможности обоих стандартов: ISO и X/Open (см. ниже).

## История
Работа над CLI началась в подразделении американского комитета SQL Access Group. В 1992 году API изначально был выпущен (и позиционировался) как Microsoft ODBC API. Спецификация CLI была утверждена в качестве стандарта комитетами ISO и ANSI в 1993 году; стандарт получил книжный номер ISBN 1-85912-081-4 и номер как внутренний документ C451.
ISO SQL/CLI является дополнением стандарта SQL от 1992 года (SQL-92). Закончен был как ISO-стандарт ISO/IEC 9075-3:1995 Information technology — Database languages — SQL — Part 3: Call-Level Interface (SQL/CLI). В текущих планах на SQL/CLI — добавление поддержки SQL3.
В четвёртом квартале 1994 года контроль над стандартом был передан комитету X/Open Company, значительно расширившему и обновившему его. Интерфейс X/Open CLI является надмножеством ISO SQL CLI.